# کامیشنکا (استان آمور)
کامیشنکا (به لاتین: Kamyshenka) یک منطقهٔ مسکونی در روسیه است که در استان آمور واقع شده‌است.